# Barbatana alaba
Barbatana alaba är en insektsart som beskrevs av Freytag 1989. Barbatana alaba ingår i släktet Barbatana och familjen dvärgstritar. Inga underarter finns listade i Catalogue of Life.